# August Strobel
August Strobel (Schwarzenbach an der Saale, 4 de marzo de 1930 - Hof, 9 de septiembre de 2006) fue un erudito alemán, profesor titular de Nuevo Testamento de la Augustana-Hochschule Neuendettelsau desde 1965 hasta 1983, y director del Instituto Protestante Alemán de Arqueología de Jerusalén y Amán desde 1983 hasta 1992.
Su carrera académica empezó en la Facultad de teología de la Universidad de Erlangen-Nuremberg, donde obtuvo el título de doctor en teología en 1956, siendo designado como especialista en el Nuevo Testamento en 1960. Entre sus profesores de teología se contaban Werner Elert y Hermann Strathmann. Destacó especialmente por su erudición en el judaísmo y cristianismo durante la Antigüedad.

## Publicaciones (selección)
- Kallirrhoe (En ez-Zara). Dritte Grabungskampagne des Deutschen Evangelischen Instituts für Altertumswissenschaft des Heiligen Landes und Exkursionen in Süd-Peräa, de August Strobel y Stefan Wimmer, Wiesbaden 2003, ISBN 3-447-04735-6.
- Der Brief an die Hebräer, NTD 9/2, Gotinga 19914, ISBN 3-525-51374-7.
- Das heilige Land der Montanisten, Berlín-Nueva York 1980, ISBN 3-11-008369-8.
- Ursprung und Geschichte des frühchristlichen Osterkalenders, Berlín 1977.
- Der spätbronzezeitliche Seevölkersturm: Forschungsüberblick mit Folgerungen zur bibl. Exodusthematik, Berlín-Nueva York 1976, ISBN 3-11-006761-7.